# Wolfgang Tschacher

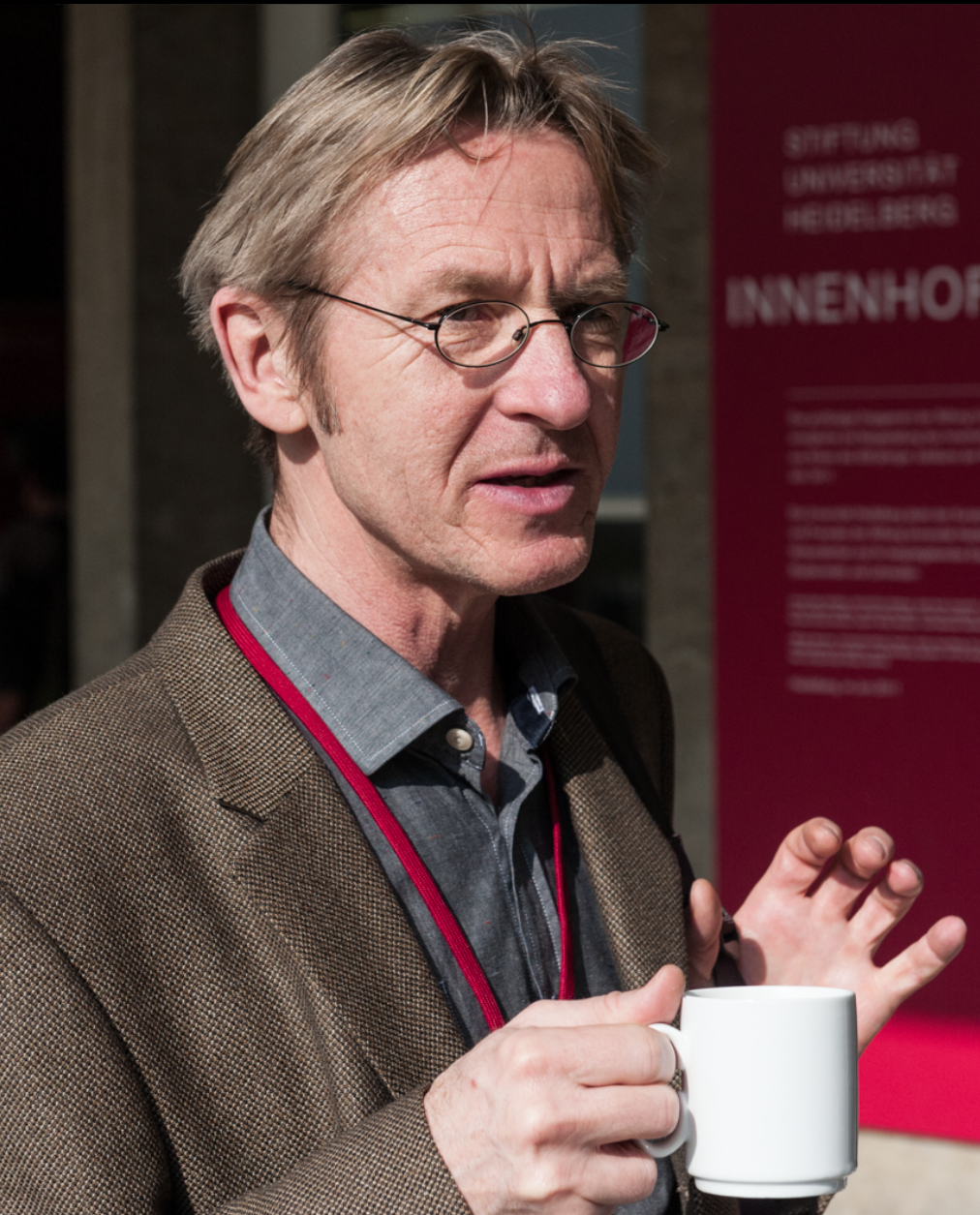
Wolfgang Tschacher

Wolfgang Tschacher (* 1956 in Hohengehren, Deutschland) ist ein Schweizer Psychologe und Hochschullehrer. Er ist Professor an der Universität Bern und vor allem bekannt durch seine systemtheoretisch begründete Forschung zur Psychotherapie und Psychopathologie, insbesondere unter kognitionswissenschaftlicher Perspektive und Berücksichtigung der Selbstorganisationstheorie und Synergetik. Er entwickelt zeitreihenanalytische Methoden für die Modellierung psychotherapeutischer Prozesse.
Im Zentrum seiner Forschung stehen Embodiment, nonverbale Synchronie in der sozialen Interaktion und allgemein das Verhältnis zwischen Körper und Geist: Der Dualismus ist nicht überwunden, es geht nur darum, wie man mit ihm umgeht. Ich zweifle an jeder Art von Reduktionismus, sei es ein Konstruktivismus oder eine Reduktion, die den Geist und das Erleben in der Psychotherapie auf Gehirnprozesse reduzieren will. Embodiment dagegen heißt, Körperprozesse ernst zu nehmen ohne den Geist zu naturalisieren. Empirische Befunde der vergangenen Jahre zeigen, dass der Körper in verschiedener Weise die therapeutische Allianz beeinflusst: die therapeutische Kommunikation ist „embodied“ in Form von Synchronie. Synchronie, die signifikante Korrelation von motorischen und physiologischen Mustern von Klient und Therapeut in der Therapiesitzung, hängt eng mit Prozess und Outcome von Therapie zusammen. Embodiment gehört damit zu den allgemeinen Wirkfaktoren von Psychotherapie.

## Leben
Nach dem Studium der Psychologie mit Psychiatrie-Praktikum in New York (Veterans Administration Hospital, Montrose, NY), einigen Semestern Philosophie an der Universität Tübingen und der Promotion in Psychologie (1990) arbeitete er zunächst als Familientherapeut und wissenschaftlicher Mitarbeiter in Tübingen. 1992 trat er die Position des Forschungsleiters an der sozialpsychiatrischen Universitätsklinik (SPK) in Bern (Schweiz) an. Er gründete 2002 die Abteilung für Psychotherapie an den Universitären Psychiatrischen Diensten Bern (UPD).
Wolfgang Tschacher war einer der Initianten der Society for Mind-Matter Research und ist aktuell Vorstandsmitglied. Von 2007 bis 2010 war er Präsident des European Chapter der Society for Psychotherapy Research (SPR). Er ist Gründungsmitglied der Ethikkommission des Kantons Bern. 2018 war er Fellow des Freiburg Institute of Advanced Studies (FRIAS) an der Universität Freiburg im Breisgau. Er ist Vater dreier Söhne und lebt in Bern.

## Forschung
Zusammen mit Günter Schiepek und Ewald Johannes Brunner begründete er 1990 die Konferenzreihe Herbstakademie zum Thema Synergetik, Systemtheorie und Embodiment in Psychologie und Sozialwissenschaft. Bis 2019 fanden 20 Herbstakademien unter Mitwirkung von Hermann Haken statt, zu Themen wie Embodied Cognition (2000) in Ascona mit Andy Clark, Thomas Metzinger und Esther Thelen oder Embodied Aesthetics (2017) an der Universität zu Heidelberg mit Thomas Fuchs, Vittorio Gallese, Hartmut Rosa, Winfried Menninghaus und anderen.
In seiner Habilitationsschrift «Prozessgestalten» erschließt Tschacher die dynamische System- und Komplexitätstheorie für die Anwendung auf verschiedene Felder der Psychologie und verbindet dabei die aktuelle Diskussion mit der psychologischen Tradition der Gestalttheorie. Die Dimension «Zeit» in der Psychologie steht im Mittelpunkt dieses Werkes. Die Notwendigkeit, psychologische Sachverhalte als Prozesse, als Dynamiken zu verstehen, wird zwar immer wieder beschworen, aber in der Forschung und Methodik selten konsequent berücksichtigt. Dieses Defizit sollen die «Prozessgestalten» durch die Synthese von Gestaltpsychologie und naturwissenschaftlicher Selbstorganisationsforschung beheben. Ziel dieses Ansatzes ist es, der empirisch betriebenen psychologischen Forschung das vielgestaltige Feld dynamischer Phänomene zu eröffnen. Die «Prozessgestalten» führen systematisch in dynamische Theorie und Methodik ein und verdeutlichen deren Potenzial anhand umfangreicher Studien (u. a. zur Psychotherapieforschung, Sozialpsychologie und Psychiatrie).
Mit Martin Tröndle untersuchte Wolfgang Tschacher ab 2008 im Projekt «eMotion – Mapping Museum Experience» die ästhetische Wahrnehmung im Museum experimentell. Im Zentrum des vom Schweizer Nationalfonds (SNF) geförderten transdisziplinären Forschungsprojekts stand die «psychogeografische» Wirkung der Kunstwerke auf das Erleben des Betrachters. Innovativ war die durchgängige Erhebung von physiologischen und Verhaltens-Daten während des Museumsbesuchs. Das von Martin Tröndle initiierte und von der Volkswagenstiftung geförderte Forschungsprojekt «Experimental Concert Research» (Beginn 2019) erweitert diese kunstpsychologischen Fragestellungen auf das Musikerleben und Synchronisierungsprozesse im (klassischen) Konzert.
Im Bereich der Psychotherapie und Psychiatrie befasst sich Tschacher mit den Implikationen des Embodiment-Ansatzes, etwa mit Karl Friston zur Anwendung des Predictive Coding in der Schizophrenie-Forschung, mit Sander Koole und Fabian Ramseyer zur nonverbalen Synchronie in der sozialen Interaktion und Psychotherapie.
Mit seinem Team in Bern entwickelte Tschacher einen Fragebogen zur umfassenden Erhebung von Achtsamkeit.
Kürzlich erarbeitete er mit Hermann Haken eine Fokker-Planck-Modellierung von Psychotherapieprozessen als Zusammenwirken von zufälligen und deterministischen Kräften, niedergelegt im Buch Tschacher & Haken (2019).

## Schriften
- W. Tschacher, F. Ramseyer, S. L. Koole: Sharing the now in the social present: Duration of nonverbal synchrony is linked with personality. In: Journal of Personality. 86, 2018, S. 129–138.
- W. Tschacher, F. Giersch, K. Friston: Embodiment and schizophrenia: A review of implications and applications. In: Schizophrenia Bulletin. 43, 2017, S. 745–753.
- J. Kriz, W. Tschacher (Hrsg.): Synergetik als Ordner. Die strukturierende Wirkung der interdisziplinären Ideen Hermann Hakens. Pabst, Lengerich 2017.
- M. Storch, W. Tschacher: Embodied Communication. Kommunikation beginnt im Körper, nicht im Kopf. 2., erweiterte Auflage. Verlag Hans Huber, Bern 2016.
- S. L. Koole, W. Tschacher: Synchrony in psychotherapy: A review and an integrative framework for the therapeutic alliance. In: Frontiers in Psychology. 7, 2016, S. 862.
- W. Tschacher, R. Genner, J. Bryjová, E. Schaller, A. C. Samson: Investigating vision in schizophrenia through responses to humorous stimuli. In: Schizophrenia Research: Cognition. 2, 2015, S. 84–88.
- W. Tschacher, U. Junghan, M. Pfammatter: Towards a taxonomy of common factors in psychotherapy – Results of an expert survey. In: Clinical Psychology & Psychotherapy. 21, 2014, S. 82–96.
- W. Tschacher, G. M. Rees, F. Ramseyer: Nonverbal synchrony and affect in dyadic interactions. In: Frontiers in Psychology. 5, 2014, S. 1323.
- C. Bergomi, W. Tschacher, Z. Kupper: Measuring mindfulness: First steps towards a comprehensive mindfulness scale. In: Mindfulness. 4, 2013, S. 18–32.
- W. Tschacher, S. Greenwood, V. Kirchberg, S. Wintzerith, K. van den Berg, M. Tröndle: Physiological correlates of aesthetic perception of artworks in a museum. In: Psychology of Aesthetics, Creativity and the Arts. 6, 2012, S. 96–103.
- F. Ramseyer, W. Tschacher: Nonverbal synchrony in psychotherapy: Coordinated body-movement reflects relationship quality and outcome. In: Journal of Consulting and Clinical Psychology. 79, 2011, S. 284–295.
- W. Tschacher, C. Bergomi (Hrsg.): The implications of embodiment: Cognition and communication. Imprint Academic, Exeter 2011.
- W. Tschacher, H. Haken: Intentionality in non-equilibrium systems? The functional aspects of self-organized pattern formation. In: New Ideas in Psychology. 25, 2007, S. 1–15.
- M. Storch, B. Cantieni, G. Hüther, W. Tschacher: Embodiment. Die Wechselwirkung von Körper und Psyche verstehen und nutzen. Verlag Hans Huber, Bern 2006.
- W. Tschacher, J.-P. Dauwalder (Hrsg.): The Dynamical Systems Approach to Cognition. World Scientific, Singapore 2003.
- W. Tschacher: Prozessgestalten. Die Anwendung der Selbstorganisationstheorie und der Theorie dynamischer Systeme auf Probleme der Psychologie. Hogrefe, Göttingen 1997.
- W. Tschacher, G. Schiepek, E. J. Brunner (Hrsg.): Self-Organization and Clinical Psychology. Empirical Approaches to Synergetics in Psychology. Springer, Berlin 1992.